# لاندراشت (آلمان)
لاندراشت (به آلمانی: Landrecht) یک شهر در آلمان است که در اشتاینبورگ واقع شده‌است. لاندراشت ۱۴۸ نفر جمعیت دارد.